# Rafidine Abdullah
Rafidine Abdullah (Marsella, Francia, 15 de enero de 1994) es un futbolista comorense. Juega de centrocampista en el F. C. Wohlen de la 1. Liga.

## Clubes
| Club                       | País    | Año       |
| -------------------------- | ------- | --------- |
| Olympique de Marsella      | Francia | 2012-2013 |
| F. C. Lorient              | Francia | 2013-2016 |
| Cádiz C. F.                | España  | 2016-2018 |
| Waasland-Beveren           | Bélgica | 2018-2019 |
| F. C. Stade-Lausanne-Ouchy | Suiza   | 2020-2022 |
| Servette F. C. sub-21      | Suiza   | 2024      |
| F. C. Wohlen               | Suiza   | 2025-     |